# دانشنامه چین
دانشنامه چین (به چینی ساده شده:中国大百科全书) (به چینی سنتی: 中國大百科全書) (به انگلیسی: پین‌یین) اولین دایره المعارف مدرن با مدخل بزرگ به زبان چینی است. گردآوری در سال 1978 آغاز شد. این دایره المعارف توسط انتشارات دانشنامه چین منتشر شد. جلد نهایی در سال 1993 تکمیل شد. این دانشنامه شامل 74 جلد با بیش از 80000 مدخل است.

## منبع
- مشارکت‌کنندگان ویکی‌پدیا. «Encyclopedia of China». در دانشنامهٔ ویکی‌پدیای انگلیسی، بازبینی‌شده در ۲۰۲۴-۰۹-۰۴.